# Saliou Touré
 (février 2017).
Si vous disposez d'ouvrages ou d'articles de référence ou si vous connaissez des sites web de qualité traitant du thème abordé ici, merci de compléter l'article en donnant les références utiles à sa vérifiabilité et en les liant à la section « Notes et références ».
Saliou Touré, né le 4 juin 1937 dans la sous-préfecture de Kolia, département de Boundiali au nord de la Côte d'Ivoire, est un mathématicien, ancien ministre, et  depuis le 18 mai 2007 est président de l'université internationale de Grand-Bassam.

## Biographie

### Carrière universitaire
Il est alors nommé professeur titulaire de mathématiques à la faculté des sciences et techniques de l'université d’Abidjan, à partir du 1er janvier 1976.
Il a également enseigné dans de nombreux autres pays, notamment aux États-Unis, en France, au Brésil, en république populaire de Chine, au Maroc, au Bénin, au Burkina Faso, au Congo, au Sénégal et au Togo.
De 1976 à 1994, il est directeur de l'Institut de recherches mathématiques d'Abidjan (IRMA). Vice-président, pour l’Afrique de l’Ouest, de l'Union panafricaine pour la science et la technologie depuis 1990, il préside la société mathématique de cote d'ivoire depuis 1977. Il a également occupé des  importantes responsabilités au sein de l'Union mathématique africaine : trésorier de 1976 à 1986, puis secrétaire général de 1986 à 1991, il a été président d'honneur de 2006 à 2009 ; il préside maintenant l'UMA depuis le 2 août 2009. Il est aussi un des secrétaires de l’Académie des sciences, des arts, des cultures d'Afrique et des diasporas africaines (ASCAD), chargé du domaine des sciences exactes (mathématiques, physique, chimie) depuis 2004. Depuis le 28 janvier 2008, il est membre de l'Académie internationale des sciences non linéaires de la fédération de Russie.
Il fut vice-doyen de la faculté des sciences d'Abidjan de 1975 à 1984. Le 18 mai 2007, Saliou Touré fut investi président de l'université internationale de Grand-Bassam (UIGB), au palais des congrès de l'hôtel Ivoire, en présence du président Laurent Gbagbo.

### Fonctions gouvernementales
Il fut Conseiller technique du ministre de la recherche scientifique et membre du comité intergouvernemental d'experts des Nations Unies pour le développement de la science et de la technique en Afrique de 1973 à 1981. Saliou Touré a été membre du comité permanent d'experts pour la recherche scientifique et technique de l'OCAM de 1979 à 1981.
De 1986 à 1993, il  participe au Conseil économique et social, exerçant les fonctions de directeur de cabinet du ministre de l'Éducation nationale de 1990 à 1993. En août 1993, Saliou Touré devint ministre de l'Éducation nationale, avant d'occuper le ministère de l'Enseignement supérieur et de la Recherche scientifique.  Enfin, il assura le poste de ministre de l'Enseignement supérieur, de la Recherche et de l'Innovation technologique du 26 janvier 1996 au 11 août 1998. Saliou  Touré reste alors conseiller spécial du président de la République, chargé des affaires scientifiques et de la francophonie jusqu'en janvier 2000.

### Vie privée
Il est marié et père de sept enfants.

## Promotion des sciences

### Manuels
En tant que directeur de l'IRMA, il souhaitait prendre en compte le rôle des mathématiques dans la formation scientifique des cadres, à tous les niveaux, et a donc attaché une grande importance à la formation continue, la recherche pédagogique, l'étude des programmes et l'expérimentation et la rédaction de manuels. Faisant suite à ses efforts de rénovation de l'enseignement des mathématiques, des équipes d'enseignants, de chercheurs et de responsables pédagogiques ont rédigé, sous sa direction :
- une collection de manuels de mathématiques (Collection IRMA) pour les lycées et les collèges de Côte d'Ivoire, parus aux Éditions CEDIC, Paris et aux Nouvelles Éditions Africaines d'Abidjan, de 1978 à 1985 ;
- la Collection Inter Africaine de Mathématiques (Collection CIAM) qui comprend des manuels de mathématiques, des guides pédagogiques et des livrets d'activités pour les lycées et les collèges des pays francophones d'Afrique et de l'Océan indien, de 1993 à 2002[3].

Les auteurs se sont appuyés sur le milieu socioculturel africain comme support et véhicule pédagogiques.

### Organisation dans le cadre de l'IRMA et de la SMCI
Comme président de la Société mathématique de Côte d'Ivoire, il a aussi encouragé plusieurs activités régulières destinées à découvrir et à encourager les jeunes talents en mathématiques  : des conférences dans les lycées, les collèges et les universités, ou pour le grand public, la semaine mathématique de Côte d'Ivoire, une exposition itinérante « À la Découverte des Mathématiques », ainsi que des stages de formation théorique et pédagogique à l'intention des enseignants de l'enseignement secondaire ou supérieur. Par ailleurs, plusieurs concours récurrents sont organisés par la Société : les Olympiades nationales de mathématiques, un concours pour le prix Houphouët-Boigny de mathématiques, un concours Miss Mathématiques ; la Côte d'Ivoire participe également aux Olympiades panafricaines de mathématiques (OPAM).

## Distinctions honorifiques
- Officier de l'ordre des Palmes académiques (France)
- Officier de l'ordre de l'Éducation Nationale de Côte d'Ivoire en 1980
- Chevalier de la Légion d'honneur (France) en 1994
- Titulaire du Grand Prix de la Francophonie en 1994, médaille de vermeil décernée par l'Académie française[7].
- Titulaire de la Médaille du Pionnier des mathématiciens africains décernée par l'Union mathématique africaine (UMA) en 1995
- Chevalier de l'ordre international des Palmes académiques du CAMES en 2004
- Commandeur de l'ordre du Mérite ivoirien (décembre 2006)[3].

## Publications

### Ouvrages
- Algèbre et Analyse, Paris, Editions CEDIC, 1986
- Notions élémentaires sur la théorie des distributions, École Mathématique de Yamoussoukro (E.M.Y.), juillet 1986
- Algèbres de Lie : Cours de 3e Cycle, Abidjan, Publications de l'IRMA, 1988
- Cours d'Algèbre du premier Cycle, Paris, AUPELF-UREF-EDICEF, 1991
- Introduction à la théorie des représentations des groupes topologiques : Cours de 3e Cycle, Abidjan, Publications de l'IRMA, 1991[3]

### Articles
- Sur la résolution de l'équation intégrale d'Ambarzumian, t. 260, Paris, C.R. Acad. Sc. Paris, 1965, p. 6529-6531
- Une condition nécessaire pour qu'une fonction soit caractéristique, t. 262, Paris, C.R. Acad. Sc. Paris, 1966, p. 1319-1320
- Sur une équation intégrale de statistique stellaire, Besançon, Ann. Scient. de l'Université de Besançon, coll. « Mécanique et Physique Théorique / 3 », 1966
- « Généralisation de l'équation intégrale d'Ambarzumian », Ann. Inst. Henri Poincaré, vol.VII, no 3, pp. 249-255, Section A, 1967
- « Sur quelques propriétés des espaces homogènes moyennables », C. R. Acad. Sc. Paris, t. 273, pp. 717-719, 1971
- « Espaces homogènes moyennables et représentations des produits semi-directs », Lecture Notes in Mathematics, no 739, Springer-Verlag, 1979
- « Quelques applications associées à l'application de Reiter », Afrika Matematika, 3, pp. 87-114, 1981
- « Sur certains opérateurs de convolution sur les groupes de Lie nilpotents », C. R. Acad. Sc.Paris, t. 301, série I, no 19, p. 861-863, 1985
- « Introduction aux représentations des groupes compacts », in Fibre bundles : their use in physics, eds. J.P. Ezin et A. Verjovski, ICTP, Trieste (Italie), 27 avril - 1er mai 1987, World Scientific
- « Fonctions spéciales sur l'espace des matrices définies positives », Afrika Matematika, 1989
- Akry Koulibaly, Saliou Touré et Kalifa Traoré, « Sur la cohomologie des algèbres de Malcev II », Algebras, Groups and Geometries, 9, no 1, pp. 15-27, 1992
- Akry Koulibaly, J.C. Béré et Saliou Touré, « Sous-algèbres de Cartan d'une Super algèbre de Malcev », Algebras, Groups and Geometries, 18, no 1, pp. 115-138, 2001
- Kinvi Kangni, et Saliou Touré, « Transformation de Fourier sphérique de type δ », Annales Mathématiques Blaise Pascal, vol.3, no 2, pp. 117-133, 1996
- Kinvi Kangni, et Saliou Touré, « Distributions sphériques généralisées sur le groupe de Heisenberg », Afrika Matematika, Série 3, vol. 11, pp. 93-107, 2000
- Kinvi Kangni, et Saliou Touré, « Sur la transformation de Fourier trace sphérique », Afrika Matematika, Série 3, vol. 12, pp. 93-101, 2001
- Kinvi Kangni, et Saliou Touré, « Transformation de Fourier sphérique de type δ, Applications aux groupes de Lie semi-simples », Annales mathématiques de l'université Blaise Pascal 8, no 2, pp. 77-88, 2001
- Kinvi Kangni, et Saliou Touré, « Extension de la notion de Distribution sphérique », Revue Ivoirienne des Sciences et Technologies 2, pp. 57-64, 2000
- « Introduction aux Espaces homogènes moyennables », Actes des Premières Journées d'Analyse Harmonique d'Abidjan, UFR de Mathématiques et Informatique, 5 et 6 juin 2003
- Sur les propriétés (Pp) pour les espaces homogènes, Afrika Matematika, 2006, p. 17-24[3].
- Kinvi Kangni, Saliou Touré et Ibrahima Touré, On some Hilbert cosine functions, Far East Journal of Mathematical Sciences (FJMS), 29(2), pp. 497-511, 2008